# Coussarea leptoloba
Coussarea leptoloba är en måreväxtart som först beskrevs av Spreng., George Bentham och Joseph Dalton Hooker, och fick sitt nu gällande namn av Johannes Müller Argoviensis. Coussarea leptoloba ingår i släktet Coussarea och familjen måreväxter.

## Underarter
Arten delas in i följande underarter:
- C. l. leptoloba
- C. l. mutisii